# Montperdut
Montperdut – opuszczona miejscowość w Hiszpanii, w Katalonii, w prowincji Girona, w comarce Alt Empordà, w gminie Vilajuïga.
Według danych INE z 2005 roku miejscowość nie zamieszkiwała żadna osoba.